# Fluoroéthane
Le fluoréthane ou monofluoroéthane ou fluorure d'éthyle est un hydrofluorocarbure (HFC) dérivé de l'éthane (c'est une molécule d'éthane ou l'un des atomes d'hydrogène a été substitué par un atome de fluor). Il est utilisé comme gaz réfrigérant, connu sous le nom de R-161, bien qu'il soit extrêmement inflammable.
Par extension, le terme fluoréthane désigne tous les type d'éthanes substitués par du fluor, de l'éthane disubstiué (difluoroéthane) à l'éthane hexasubsitué (hexafluoroéthane).